# Despertadors Atòmics
Despertadors Atòmics és un grup de funk-rock de Solsona format l'any 2007, pels músics Eduard Corominas, Edgar Riu i Andreu Moreno. Han quedat en segon lloc al Concurs la Campana de Gràcia (2009) i ha estat dues vegades finalista del concurs de maquetes Sona9, 2009 i 2010. S'engloben dins el rock però amb molts matisos de funky i amb influències molt diverses com Tom Waits, The Police, Elvis Costello, Andrés Calamaro, Marc Ribot, Adrià Puntí o Mazoni.
Alguns dels seus principals concerts han tingut lloc al festival Fes.art de la Catalunya Central, al quart Cicle de Músiques Tranquil·les (en format acústic), a L'Emergent Festival d'Arts Escèniques del Gironès i al concert inaugural de les Festes de Gràcia a la Plaça de la Vila.
El seu primer disc Despertadors Atòmics va veure la llum el mes d'octubre del 2008; un disc enregistrat i mesclat a l'estudi Sibelius (Can Pardaler) de Taradell per David Rosell (Dept) durant el mes de juliol de 2008, i masteritzat a Monoposto Mastering de Düsseldorf (Alemanya) per Michael Schwabe. La gravació d'aquest primer disc va sorgir de guanyar el primer premi del concurs de grups de música Al K-rrer 2008, emmarcat dins les festes d'aquell any del Carnaval de Solsona.
El seu segon disc, L'Ofici del Rellotge va ser editat el febrer del 2011, i també s'enregistrà a Can Pardaler, a Taradell, a les mans de David Rosell; d'aquest disc en va néixer el seu primer videoclip, Inventari, estrenat en exclusiva a la web de la revista catalana Enderrock, que va ser dirigit i enregistrat per Carla Simón. El disc es va promocionar per diversos punts de la geografia catalana, com Barcelona, Girona i Lleida (sala LesPaul).

## Discografia
- Despertadors Atòmics EP - 2008
- L'Ofici del rellotger (Casafont records) - febrer 2011[12]